# Meridiolestida
De Meridiolestida zijn een groep van uitgestorven zoogdieren uit de orde Dryolestida die van het Laat-Krijt tot Vroeg-Mioceen, ongeveer 90 tot 16 miljoen jaar geleden, in Zuid-Amerika en Afrika leefden. Ze varieerden van kleine insectivoren tot herbivoren met het formaat van een hond.

## Indeling
- †Meridiolestida
  - Austrotriconodon
  - Donodon
  - Solanutherium
  - Familie Brandoniidae
    - Brandonia
    - Alamitherium
    - Barberenia
    - Casamiquelia
    - Rougiertherium

  - Superfamilie Cronopioidea
    - Cronopio
    - Leonardus
    - Necrolestes

  - Superfamilie Mesungulatoidea
    - Familie Mesungulatidae
      - Mesungulatum
      - Coloniatherium
      - Orretherium
      - Parungulatum
      - Quirogatherium

    - Familie Peligrotheriidae
      - Peligrotherium

    - Familie Reigitheriidae
      - Reigitherium

## Ontwikkeling
De Dryolestida verschenen in het Midden-Jura. Het Iberisch schiereiland geldt als een hotspot in de diversiteit van de dryolestiden. Over landverbindingen bereikten ze vanuit het Iberisch schiereiland Noord-Afrika en de oudste meridiolestide Donodon is bekend uit het vroegste Krijt (145-140 Ma) van Marokko. Donodon was een herbivoor met het formaat van een konijn of klipdas. In het Krijt verspreidden de meridiolestiden zich verder over Gondwana en in het Laat-Krijt waren ze de dominante zoogdieren in Zuid-Amerika. Ze zijn met name bekend uit de Los Alamitos-formatie in Patagonië die dateert uit het Campanien (75 Ma). Na het verschijnen van de buideldierachtigen en placentadieren in Zuid-Amerika nam de dominantie van de Meridiolestida in Zuid-Amerika fors af, maar enkele vormen zijn nog bekend uit het Kenozoïcum zoals Peligrotherium uit het Paleoceen en Necrolestes uit het Mioceen.